# Homalispa miniacea
Homalispa miniacea es una especie de insecto coleóptero de la familia Chrysomelidae.
Fue descrita científicamente en 1843 por Blanchard.